# Mali vranac
Mali vranac ili fendak (lat. Microcarbo pygmeus) je ptica iz porodice vranaca (kormorana) obitelji močvarnih ptica.

## Opis
Mali vranac je najmanji europski vranac, veličine patke, koji doseže duljinu između 45 i 55 cm. Širina krila iznosi između 75 i 90 cm. Ima razmjerno vrlo dug rep, dok su vrat i kljun kratki. Perje je sjajno crno, tamnozelenoga ili smeđega sjaja (ovisno o kutu gledanja). Odrasle ptice u razdoblju parenja crne su boje po cijelom tijelu, sa sitnim bijelim čupercima na glavi, vratu i donjem dijelu trupa, dok u ostatku godine imaju jasno vidljive mrlje blijedih boja pod kljunom i nešto lakše grudi.
Gnijezdi se u kolonijama na bujno obraslim obalama jezera i deltama rijeka. Gnijezde se u gustim snopovima grmlja, većinom vrba. Glasa se samo u koloniji s grlenim krakanjem, inače je tih.
Ova vrsta se razlikuje od velikog kormorana po svojoj puno manjoj veličini, lakšoj građi i dugim repom. 
Mali vranac hrani se uglavnom ribom i ide često u lov u skupinama.

## Rasprostranjenost
Mali vranac gnijezdi se u jugoistočnoj Europi (istočno od Italije) i jugozapadnoj Aziji (Kazahstan, Tadžikistan, Turkmenistan i Uzbekistan). Izvan sezone parenja također luta južnim dijelom srednje Europe (Francuska, Njemačka) te u sjevernoj Africi (Tunis).
Najveća je rasprostranjenost u Albaniji, Grčkoj, Bugarskoj, Rumunjskoj, Turskoj, Cipru, Iranu, Iraku, Azerbajdžanu, Izraelu i Siriji.
Djelomično je selica te je rijedak doseljenik u zapadnu Europu.
Na svjetskoj razini, procijenjeno je da je cijela populacija malih vranaca oko 85,000 - 180,000 pojedinki, a 74-94% od ukupnog broja živi u Europi.

## Stanište i ekologija
Mali vranci gnijezde se na područjima poput bazena s puno zelenila poput jezera i delte rijeka. Izbjegavaju hladna, planinska i suha područja. Vole rižina polja i druga poplavljena područja u kojima se mogu naći drveće i grmlje. Tijekom zime također idu na more s visokom slanosti, u ušća ili na barijere jezera. To su ptice koje mogu živjeti samostalno ili u skupinama, a prilagodili su se i ljudskoj prisutnosti. Grade gnijezda s palicama i trstikom u gustoj vegetaciji (u drveću, grmlju, vrbama). Krajem svibnja i početkom lipnja, vranci se pare, a ptići će se izleći za 30 te će se osamostaliti nakon 70 dana. Mlade roditelji hrane malim ribama i drugim vodenim životinjama. Ova ptica često dijeli stanište s čapljama i žličarkama.

## Prijetnje
Patuljasti vranac je vrsta sa staništima snažno pogođenim ljudskim djelovanjem. Prijetnje su drenaža i ozbiljne degradacije močvarnih područja i njihovu pridruženu šumskih, onečišćenje voda, uznemiravanje i krivolova, kao i utapanje u ribarske mreže. 
Budući da je veliki potrošač ribe i razarač ribarskih mreža, često je progonjen od ribara.
U Rumunjskoj, prema istraživanjima češkog ornitologa Roberta Rittera von Dombrowskog na kraju 19. stoljeća, mali vranci su bili prisutni u velikim kolonijama u delti Dunava. Broj parova malih vranaca je bio 10.000, bez uzimanja u obzir ptica iz uzgoja lokalnih stanovnika.
Populacije malih vranaca u Rumunjskoj dramatično su se smanjile, posebice 1960-tih kada su zbog komunističke politike velika močvarna područja isušena radi razvoja poljoprivrede pa su staništa značajnog broja močvarnih ptica uništena.
Mali vranac ugrožen je i lovom, a u Iranu se priprema kao hrana.
Međunarodna unija za očuvanje prirode (IUCN) stavila je malog vranca na Crveni popis kao ugroženu vrstu.
Mali vranac je jedna od vrsta na koje se primjenjuje Sporazum o zaštiti afričko-euroazijskih migratornih ptica močvarica (AEWA).